# Inferência frequencista
A inferência frequencista é um tipo de inferência estatística que retira conclusões de dados amostrais ao enfatizar a frequência ou proporção dos dados. Um nome alternativo é estatística frequencista. Esta é o quadro de trabalho de inferência no qual as metodologias bem estabelecidas de testes de hipóteses e intervalos de confiança se baseiam. Ao lado da inferência frequencista, a principal abordagem alternativa à inferência estatística é a inferência bayesiana, outra abordagem sendo a inferência fiducial.
Ainda que a inferência bayesiana seja algumas vezes aplicada para incluir a abordagem à inferência que leva a decisões ótimas, uma visão mais restrita é assumida aqui por simplicidade.
A inferência frequencista não leva formalmente em consideração a expectativa de outras distribuições de probabilidade que podem influenciar a distribuição em estudo.

## Base
A inferência frequencista tem sido associada com a interpretação frequencista da probabilidade, especificamente com a ideia de qualquer experimento dado pode ser considerado como um de uma sequência infinita de possíveis repetições do mesmo experimento, sendo cada uma capaz de produzir resultados estatisticamente independentes. A ideia de repetição justifica a denominação "frequencista". Nesta visão, a abordagem da inferência frequencista à retirada de conclusões a partir dos dados consiste efetivamente em exigir que a conclusão correta seja retirada com uma dada probabilidade (alta) entre este conjunto nocional de repetições. Para exemplificar a interpretação frequencista, consideram-se 1.000 lançamentos de uma moeda viciada, em que se observa a face cara 540 vezes. Portanto, a probabilidade estimada de sair cara é 0,54. Entretanto, os mesmos procedimentos podem ser desenvolvidos sob uma formulação sutilmente diferente. Esta ocorre quando um ponto de vista pré-experimento é assumido. Pode-se argumentar que o desenho de um experimento deve incluir, antes da realização do experimento, decisões sobre exatamente quais passos serão dados para se chegar a um conclusão sobre os dados que ainda serão obtidos. Estes passos podem ser especificados pelo cientista, de modo que haja uma alta probabilidade de chegar à decisão correta, sendo que neste caso a probabilidade se relaciona com um conjunto de eventos aleatórios que ainda ocorrerá e assim não depende da interpretação frequencista da probabilidade. Esta formulação foi discutida pelo matemático polonês Jerzy Neyman em 1937.
De forma semelhante, a inferência bayesiana tem sido frequentemente pensada como quase equivalente à interpretação bayesiana da probabilidade, sendo assim a diferença essencial entre a inferência frequencista e a inferência bayesiana equivalente à diferença entre as duas interpretações sobre o que uma "probabilidade" significa. Entretanto, nos casos em que for apropriado, a inferência bayesiana (significando neste caso uma aplicação do teorema de Bayes) é usada por aqueles que empregam uma interpretação frequencista das probabilidades.
Há duas diferenças importantes entre as abordagens frequencista e bayesiana à inferência que não estão inclusas na consideração acima sobre a interpretação da probabilidade:
- Em uma abordagem frequencista à inferência, parâmetros desconhecidos são frequentemente, mas nem sempre tratados como se tivessem valores fixos, mas desconhecidos que não podem ser tratados como variados aleatórios em qualquer sentido e assim não há como associar probabilidades a eles. Em contraste, uma abordagem bayesiana à inferência permite que as probabilidades sejam associadas a parâmetros desconhecidos, um caso em que estas probabilidades podem às vezes ter uma interpretação de probabilidade de frequência, assim como uma interpretação de probabilidade bayesiana. A abordagem bayesiana permite que estas probabilidades tenham uma interpretação que represente a crença do cientista de que dados valores do parâmetros são verdadeiros.
- Ainda que "probabilidades" estejam envolvidas com ambas as abordagens à inferência, as probabilidades são associadas a diferentes tipos de coisas. O resultado de uma abordagem bayesiana pode ser uma distribuição de probabilidade para o que se conhece sobre os parâmetros, dados os resultados do experimento ou estudo. O resultado de uma abordagem frequencista é ou uma conclusão "verdadeira ou falsa" a partir de um teste de significância, ou uma conclusão em que um dado intervalo de confiança derivado da amostra cobre o valor verdadeiro. Ambas as conclusões têm uma dada probabilidade de estarem corretas, um caso em que esta probabilidade tem uma interpretação de probabilidade de frequência ou uma interpretação pré-experimento.[5]